# John McTiernan
John Campbell McTiernan Jr. (ur. 8 stycznia 1951 w Albany) – amerykański reżyser filmowy.

## Życiorys
Urodził się i wychował w małym miasteczku Albany w stanie Nowy Jork. Po ukończeniu szkoły w Exeter kontynuował naukę na kierunku reżyserii teatralnej. Wcześnie wykazywał zainteresowanie sztuką dramatyczną. Później jego powołaniem stał się film i to jemu poświęcił się w przyszłości. Opuścił teatr i postanowił związać się z American Film Institute (AFI), na wydziale reżyserii filmowej.
Jego pierwszy film fabularny Nomads powstał w 1986, John napisał do niego scenariusz i wyreżyserował go. Zagrał w nim Pierce Brosnan, wtedy jeszcze początkujący aktor, grający w filmach telewizyjnych. Następnym filmem był hit kinowy Predator (1987) z Arnoldem Schwarzeneggerem.
Z czasem McTiernan wyspecjalizował się w reżyserii filmów sensacyjnych, takich jak Szklana pułapka z Bruce’em Willisem, Polowanie na Czerwony Październik z Alecem Baldwinem i Seanem Connerym czy Bohater ostatniej akcji, kolejny film ze Schwarzeneggerem w roli głównej (był także producentem).
W 1992 nakręcił film różniący się od pozostałych swoich produkcji, poruszający problemy ochrony środowiska – Uzdrowiciel z tropików z Seanem Connerym i Lorraine Bracco.
Jego kolejnymi filmami były: sequel Szklana pułapka 3, Afera Thomasa Crowna, ponownie z Pierce Brosnanem i Trzynasty wojownik z Antonio Banderasem. Ostatnim filmem, jaki wyreżyserował jest Sekcja 8. z Samuelem L. Jacksonem i Johnem Travoltą.

## Życie prywatne
Trzykrotnie żonaty. Po raz pierwszy z Carol Land (rozwiedziony w 1974), następnie z Donną Dubrow (1988-1997, rozwód) i ostatecznie z Kate Harrington (od 2003), ma dwoje dzieci.

## Filmografia (jako reżyser)
- 1986 Nomads
- 1987 Predator
- 1988 Szklana pułapka (Die Hard)
- 1990 Polowanie na Czerwony Październik (The Hunt for Red October)
- 1992 Uzdrowiciel z tropików (Medicine Man)
- 1993 Bohater ostatniej akcji (Last Action Hero)
- 1995 Szklana pułapka 3 (Die Hard: With a Vengeance)
- 1999 Trzynasty wojownik (The 13th Warrior)
- 1999 Afera Thomasa Crowna (The Thomas Crown Affair)
- 2002 Rollerball
- 2003 Sekcja 8. (Basic)

## Nagrody
- 1990 – Szklana pułapka, Niebieska Wstążka za najlepszy film obcojęzyczny
- 1994 – nominacja za film Bohater ostatniej akcji do nagrody Saturn, jako najlepszy reżyser